# Grigori Pasko
Grigori Mikhaïlovitch Pasko (en russe : Григорий Михайлович Пасько) est un journaliste russe né en 1962 dans le village de Krechtchenovka dans l'oblast de Kherson en RSS d'Ukraine. 
Vivant actuellement en Ukraine, il est connu comme lanceur d'alerte ayant été éditeur d'un magazine relatif à l'environnement et ayant été emprisonné pour avoir dénoncé la dégradation environnementale des mers bordant la Russie, la Chine et le Japon, à cause notamment du rejet de déchets toxiques en mer par la flotte militaire russe dans des articles "trop" centrés sur la sécurité nucléaire relatives à la Flotte russe du Pacifique.

## Biographie
Né dans une famille d'enseignant, Pasko a obtenu un diplôme de journaliste au département Journalisme de l'université de Lviv en 1983. Il a ensuite travaillé comme journaliste d'investigation et éditorialiste pour Boïevaïa Vakhta (titre qu'on pourrait traduire par « Regard sur la bataille ») journal de la Flotte russe du Pacifique, 
Il a travaillé avec des journalistes japonais spécialistes des questions environnementales pour la chaine de télévision NHK et le journal Asahi Shimbun. 
En 1993, il a dénoncé le rejets de déchets nucléaires et de munitions par la marine russe en mer du Japon

## Arrestation, emprisonnement
En novembre 1997, Pasko a été arrêté par des agents du FSB à Vladivostok. Il a été accusé d'espionnage en raison de ses publications dénonçant les problèmes environnementaux en mer du Japon, mais jugé non coupable (après 20 mois de prison dans des conditions très difficiles) en raison du manque de preuves justifiant l'inculpation de trahison portée par la Cour de la Flotte du Pacifique à Vladivostok. Ce même 20 juillet 1999, le tribunal l'a néanmoins reconnu coupable d'« abus de position officielle » (crime qui ne figurait pas dans les chefs d'accusation). Après plusieurs reprises du procès, la Cour militaire de la Flotte du Pacifique a acquitté Pasko pour tous les griefs qu'on lui imputait sauf le délit d'espionnage, le condamnant à quatre ans d'emprisonnement pour trahison (le 25 décembre 2001). Il a finalement été remis en liberté en vertu d'une amnistie générale,. 
Les deux parties ayant fait appel, le Collège militaire de la Cour suprême russe annule le verdict en novembre 2000 et renvoie l’affaire à la Cour de la Flotte du Pacifique pour un nouveau jugement. 
Le procès se déroule du 11 juillet au 25 décembre 2001 ; la Cour militaire condamne Pasko à quatre ans de travaux forcés pour trahison présumée, Pasko est à nouveau emprisonné. Les deux parties font appel du verdict. Le Collège militaire de la Cour suprême russe confirme la condamnation de quatre ans. Le journaliste, le 10 septembre, est envoyé du centre de détention préventive dans un camp de travail (au nord-ouest de Vladivostok), et placé en isolement durant 3 semaines.
Le Parlement européen a adopté plusieurs résolutions critiques concernant cette affaire.
Libéré en 2003, il n'a été autorisé à voyager à l'étranger que 18 mois après sa libération
Amnesty International l'a reconnu et adopté comme « prisonnier d'opinion »  (c'est le troisième cas d'adoption par Amnesty en Russie, après Andreï Sakharov et Alexandre Nikitine).

## Qualités, distinctions
- Pasko est membre du Russian PEN Center de Vladivostok.
- Il a reçu un prix des droits de l'homme (Human rights award) (Reporters sans frontières ; 2002).
- PRIX SAKHAROV du parlement européen pour la liberté de pensée, en 2002.

## Quelques-uns de ses articles
- Grigory Pasko ; New New Vasyuki
- Interview ; Natalia Morar